# Салас-де-лос-Інфантес
Салас-де-лос-Інфантес (ісп. Salas de los Infantes) — муніципалітет в Іспанії, у складі автономної спільноти Кастилія-і-Леон, у провінції Бургос. Населення — 2171 особа (2010).
Муніципалітет розташований на відстані близько 180 км на північ від Мадрида, 49 км на південний схід від Бургоса.
На території муніципалітету розташовані такі населені пункти: (дані про населення за 2010 рік)
- Арройо-де-Салас: 18 осіб
- Кастровідо: 34 особи
- Оюелос-де-ла-Сьєрра: 22 особи
- Салас-де-лос-Інфантес: 2086 осіб
- Террасас: 11 осіб

## Демографія
Динаміка населення (INE ):